# امگیوگاشیما، شیزوکا
امگیوگاشیما، شیزوکا (به لاتین: Amagiyugashima, Shizuoka) یک منطقهٔ مسکونی در ژاپن است که در ناحیه چوبو واقع شده‌است.

## خصوصیات
امگیوگاشیما ۷٬۶۷۷ نفر جمعیت دارد.